# Tullportsbron

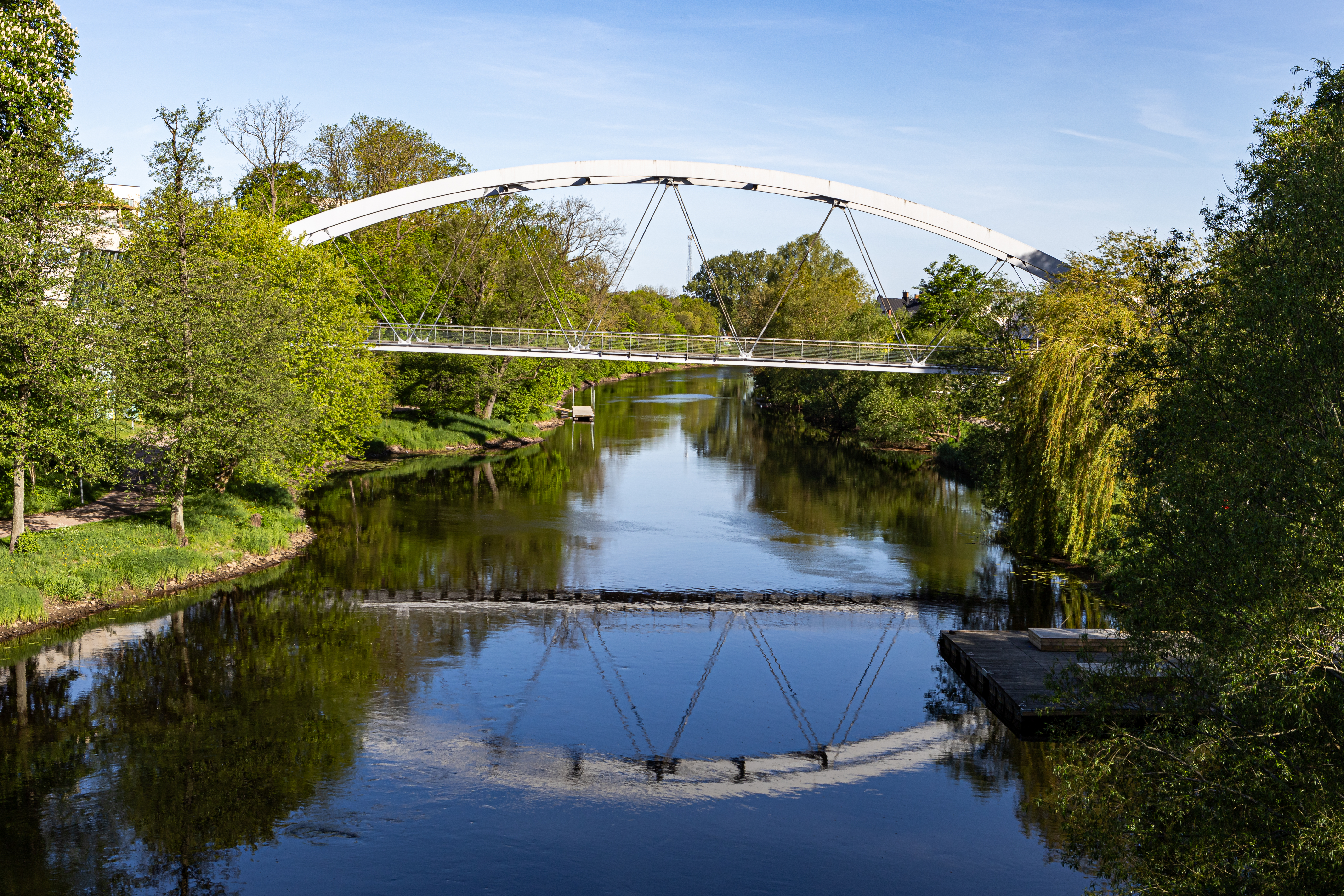
Tullportsbron våren 2024.

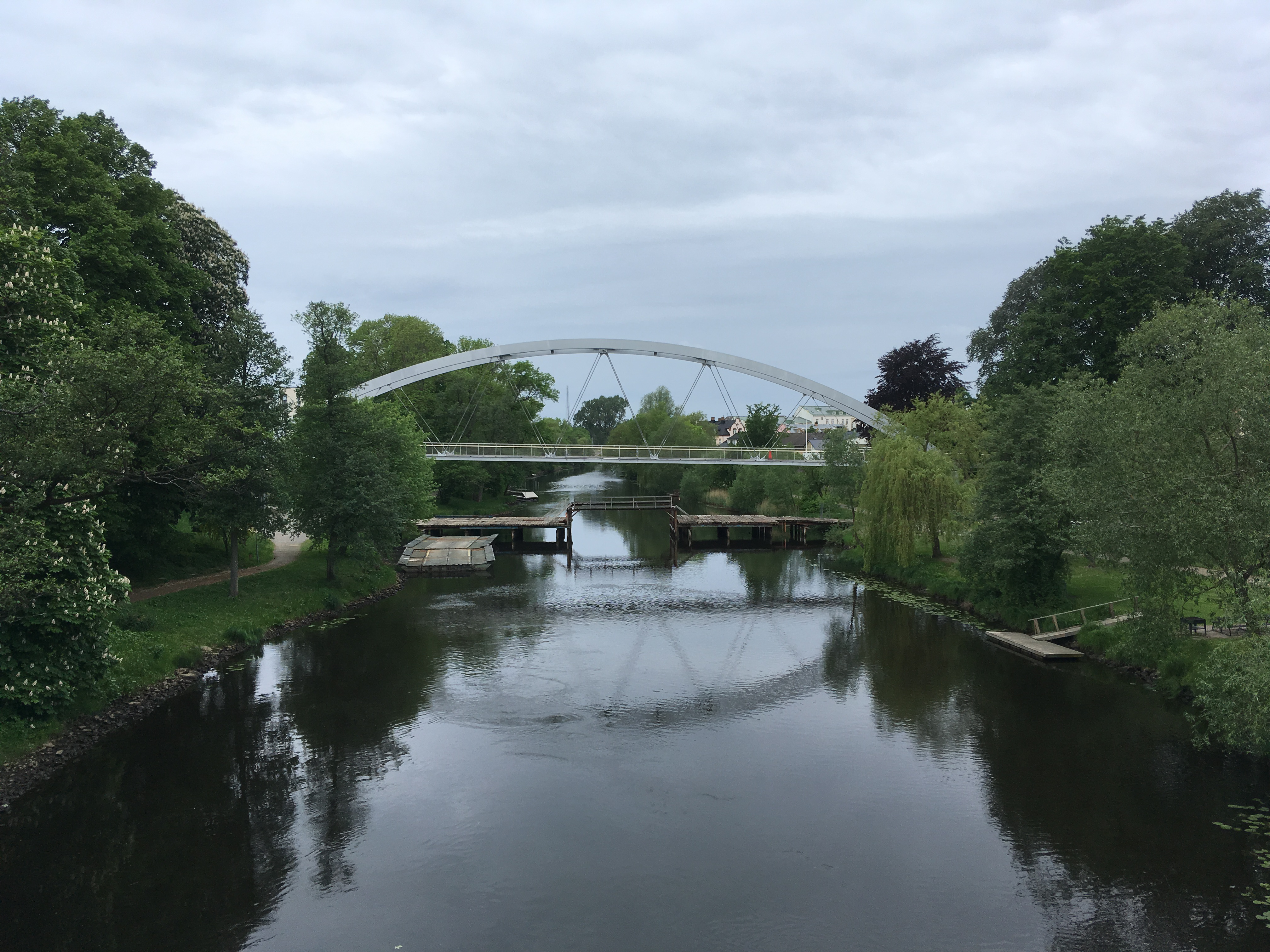
Tullportsbron, våren 2017. Provisoriska ramper av trä, som användes vid uppförandet av bron, syns under.

Tullportsbron är en bro över Rönne å i centrala Ängelholm. Den invigdes i februari 2017.
Bron förbinder sjukhusområdet (Ängelholms sjukhus) med stadens gågata, och är avsedd för fotgängare och cyklister. Den byggdes samtidigt med anläggandet av ett nytt badhus, Vattnets hus. Något hundratal meter uppströms ligger Carl XV:s bro, för busstrafik, gående och cyklister.
Brons namn föranledde en del diskussioner, och många förslag kom in från allmänheten. Den delvis privata organisationen Hälsostaden som har intressen på sjukhusområdet föreslog namnet Hälsobron. Kommunens namnberedning avstyrkte och kommunstyrelsen avvisade detta. Det fastställda namnet Tullportsbron anknyter till platsens historiska funktion. Bron byggdes av Peab.
Bron är 127 meter lång. På grund av höjdskillnader lutar bron i längdled. Lutningen är cirka 4 %, vilket innebär att tillgängligheten för personer i rullstol bedöms som låg enligt Trafikverkets riktlinjer.
Brons uppförande och invigning sköts successivt fram; ursprungligen var den tänkt att stå klar hösten 2016. Fyra månader efter invigningen upptäcktes att broplankorna börjat röra på sig och lossna på grund av felkonstruktion. Senare upptäcktes att bron börjat rosta på grund av bristfällig målning och rostskydd. Mars–oktober 2018 var bron därför stängd för renovering.